# Historische regio van Schotland
Van 1975 tot 1996 was Schotland bestuurlijk onderverdeeld in twaalf local government areas, die op hun beurt in districten waren verdeeld:
| 1. Strathclyde 2. Dumfries and Galloway 3. Borders 4. Lothian 5. Central 6. Fife 7. Tayside 8. Grampian 9. Highland 10. Westelijke Eilanden 11. Shetland (ontbreekt op kaart) 12. Orkneyeilanden (ontbreekt op kaart) |